# Adrien François Servais
Adrien François Servais, violonchelista y compositor belga, nacido y muerto en Halle, cerca de Bruselas (6 de junio de 1807-22 de noviembre de 1866). Considerado el mayor de los intérpretes de su instrumento por sus contemporáneos, es conocido como "el Paganini del violonchelo". Nace en una familia de músicos, su padre era un modesto organista de iglesia. Estudia primero violín, pero decide en 1819 abandonar ese instrumento y pasarse al violonchelo, que estudia con el iniciador de la escuela violonchelística belga, Nicolas Joseph Platel (1777-1835). En 1829 pasa a ser profesor ayudante de su maestro en la Escuela Real de Música de Bruselas.
En 1833 realiza su primera gira mundial, que comienza en París y continúa por otras ciudades francesas e Inglaterra. Después de unos años de enseñanza en Bruselas, reaparece en París en 1836 que continúa una triunfante gira europea por Holanda, Alemania, Francia, Rusia, Austria, Suecia, Noruega y Dinamarca. En 1848 ocupa la cátedra del Real Conservatorio de Bruselas y la plaza de solista de la Corte. Sus continuadas giras internacionales (durante sus cuarenta años de actividad dería más de 10 000 conciertos), le dan una fama incomparable en su tiempo. Un de sus destinos favoritos es Rusia, donde obtiene en 1848 de la princesa Youssopov su famoso chelo Stradivarius (llamado después "chelo Servais", y actualmente propiedad de la Smithsonian Institute). En San Petersburgo se casa en 1849 con Sophie Féguine, gran amante de la música y que haría de la residencia familiar un centro de reunión de artistas: la casa de los Servais en Halle fue lugar favorito de descanso de su amigo de Franz Liszt. Establece íntima amistad com Henri Vieuxtemps (con quien compone sus dúos para violín y violonchelo, y formaría pareja habitual en sus giras), de Mendelssohn, de Rossini (que le dedica su Concierto para Viololchelo) y de Wagner.
El trabajo de Servais en el Real Conservatorio de Bruselas es intenso y entre sus alumnos se encuentran figuran mundiales: los belgas Joseph Servais (su hijo), Jules Deswert, Charles Montigny, Charles Meerense, Ernest De Munck (hijo de François De Munck), Adolph Fisher y Paul Becker, el neerlandés Joseph Hollmann, el alemán Valentin Muller, los polacos Adam Hermanowski y Jan Karlowicz, o los rusos Vickentiy Meshkov, Arved Porten y Alexander Storozhenko. Su labor docente y su talento en esta área no descansa tampoco durante sus giras, donde se convierte en un importante descubridor y formación de jóvenes talentos, como el francés Víctor Mirecki.
Como creador, Servais compone sólo obras para violonchelo, y las utiliza habitualmente en sus conciertos. Su género favorito es la fantasía, a la que aplica el principio de variación, y le da la posibilidad de una gran libertad -como compositor y como intérprete- y de mostrar su técnica instrumental y su virtuosismo. 

## Principales obras
- Dieciséis fantasías para violonchelo y orquesta: sobre El Barbero de Sevilla y El Conce Orly de Rossini; Lucia di Lammermoor y La Fille du Rigiment de Donizetti; Les Huguenots de Meyerbeer; Lestocq de Auber; Sehnsuchtswalzer de Schubert; y Le Carnaval de Venise (inspirado en las variaciones of Paganini del mismo título); y sobre temas rusos (Fantasía sobre dos canciones rusas y Recuerdo de San Petersburgo).
- Recuerdos de Suiza.
- Boda en Cracovia.
- Fantasía polaca.
- Recuerdos de Bade.
- Recuerdos de Tchernovitzy.
- Dueto para dos violonchelos sobre tema de Dalayrac.
- Cinco concertos para violonchelo y orquesta.
- Seis Caprichos, para dos violonchelos, el segundo ad libitum.